# 弥生号驱逐舰 (睦月型)
弥生是旧日本海军睦月型驱逐舰的三号舰。舰名源于日本旧历的三月，继承自神风型驱逐舰弥生。 

## 舰历
该舰为1923年（大正12年）的舰艇补充计划内建造的船只。同年7月19日，预定在浦贺造船厂建造的此舰被命名为“第二十三驱逐舰”。属于一等驱逐舰。 
该舰于1924年（大正13年）1月11日动工，4月24日更名为“第二十三号驱逐舰”，1925年（大正14年）7月11日下水，并于1926年（大正15年）8月28日竣工，隶属于佐世保镇守府。1928年（昭和3年）8月1日重命名为“弥生”。1930年（昭和5年）11月中旬，昭和天皇将战舰雾岛作为御召舰，从冈山县宇野返回横须贺。第30驱逐队（睦月、如月、弥生、卯月）被指定为“雾岛”的供奉舰。11月21日“雾岛”到达横须贺，天皇退舰。 
1937年（昭和12年），弥生号参加了第二次中日战争，负责掩护日军登陆中国中部和南部沿海以及法属印度支那。这之后第30驱逐队的编成不定，先后有卯月号、如月号、夕月号、望月号等驱逐舰转入转出。 

### 太平洋战争
太平洋战争开始时，弥生号隶属于第四舰队第六水雷战队第30驱逐队。此时第三十驱逐队包括4艘睦月级驱逐舰（睦月、如月、弥生、望月）。1941年12月上旬，同属第四舰队的第六水雷战队和第十八战队（天龙号轻巡洋舰、龙田号轻巡洋舰）作为主力参加了第一次对威克岛登陆作战。
由于美军激烈反击，威克岛战役之艰难出乎日军的意料。12月11日，弥生的姐妹舰如月因受到F4F野猫式战斗机的空袭而沉没，导致第30驱逐队在开战时就仅余3舰。另外，由于威克岛上炮台的攻击，驱逐舰疾风号被击沉。在第二次对威克岛攻略作战中,南云机动部队派遣第二航空战队的2艘航空母舰(飞龙、苍龙),2艘重巡洋舰(利根、筑摩),第17驱逐队(谷风、浦风)进行了航空支援,第六战队的4艘重巡洋舰(青叶、衣笠、加古、古鹰)进行了对陆支援。此后，第六水雷战队各舰还参加了对拉包尔、布干维尔岛、莫尔兹比港的攻占作战。
1942年(昭和17年)5月25日，由于第23驱逐队的解散，卯月号编入第30驱逐队，第30驱逐队恢复了原有的4艘编制。6月1日以后，第6水雷战队被编入南洋部队主力部队，弥生号被编入拉包尔方面部队。6月24日，驱逐舰“望月、弥生、夕凪”也被编入南洋部队主力部队，参与海上保卫作战。7月9日弥生号暂时返回佐世保港。7月10日，随着第六水雷战队的解散，轻巡洋舰“夕张”、第29驱逐队(夕月、追风、朝凪、夕月)、第30驱逐队(睦月、弥生、望月、卯月)、运输船“能代丸、长运丸”被编入第二海上护卫部队。但第30驱逐队并未作为第二海上护卫队参与作战，仅过4天就被调到第八舰队。

### 瓜达尔卡纳尔岛战役
8月7日，美军登陆瓜达尔卡纳尔岛和佛罗里达群岛，开始瞭望台行动即瓜岛战役。第30驱逐队于8月15日从佐世保起航，向所罗门方向进军。根据梶本(弥生舰长)的证词：“第30驱逐队(睦月、弥生、望月)3艘驱逐舰于8月24日半夜炮击瓜达尔卡纳尔岛约10分钟，为对该岛进行首轮炮击的舰艇”。另外，据战史丛书记载，8月13日凌晨，驱逐舰追风号和夕月号也向瓜达尔卡纳尔岛的亨德森机场实施了炮击。8月18日，搭载着一木支队先遣队约900多人的6艘阳炎型驱逐舰(岚、萩风、阳炎、谷风、浦风、滨风)中，岚、萩风、阳炎号进行了对陆炮击。23日，阳炎号再次单舰突入林加泊地，对陆上进行了炮击。
8月24日上午7时，第30驱逐队从肖特兰泊地出发。在旗舰睦月之后，驱逐舰弥生、阳炎、矶风、江风号驶入林加泊地，并从当天22时开始对机场进行了约10分钟的炮击。炮击部队从所罗门群岛海域脱离后，为与第二水雷战队(轻巡洋舰神通,第24驱逐队海风号,凉风号及1号、2号、34号、35号警戒艇和被护卫的横须贺镇守府所属横须贺第五特别海军陆战队和陆军一木支队的三艘运输船，由田中赖三指挥）汇合而北上。增援部队运输船队在8月16日之后，从肖特兰泊地出发，预定在8月25日抵达瓜达尔卡纳尔岛。担任护卫任务的是轻型航空母舰龙骧号、重巡洋舰利根号和阳炎级驱逐舰天津风、时津风号,在24日间的空袭中龙骧号被击沉(第二次所罗门海战)。
8月25日上午6时，炮击部队和增援部队运输船队汇合后变更阵型时，舰队遭到8架SBD無畏式俯衝轟炸機和3架B-17轟炸機的空袭。第二水雷战队旗舰神通被击中起火，睦月号和金龙丸沉没。弥生号救助了睦月号的幸存者。安武司令官也转移到弥生号上，弥生担任第30驱逐队旗舰。神通号和凉风号驱逐舰因伤返回林加泊地，搭载着幸存者的弥生号和1号、2号哨戒艇则根据安武司令官的意见，先行撤离到拉包爾。8月27日凌晨2点，载着睦月号幸存者的的弥生号和1号、2号哨戒艇抵达拉包尔。此战中第30驱逐队失去了睦月号，同时卯月号也因空袭受损而返回本土修理。

### 沉没
第二次所罗门海战后,第30驱逐舰队(弥生、望月)和十八战队(天龙、龙田)、第17驱逐队(浦风、谷风、滨风、矶风)一起参加了米尔恩湾攻略作战(新几内亚战役),协助部队登陆新几内亚岛、巴布亚新几内亚。9月3日向陶波塔运送20名联络员。9月4日晚，弥生号为了搜索在米尔恩湾失去联络的部队，进入米尔恩湾，给海军陆战队提供粮食后又收容了224名伤员，并于5日1时向拉包尔出发。9月10日16时30分，安武司令官乘坐的弥生号在驱逐舰矶风的指挥下，为撤回部队(佐世保镇守府第五特别陆军部队)，从拉包尔港出发。9月11日正午，在诺曼比岛东部遭到约10架B-17和B-25的空袭，弥生号因尾部遭炸弹命中，尾舵失灵，16时15分沉没于08°45′S 151°25′E / 8.750°S 151.417°E。第30驱逐队司令官安武也和弥生一起阵亡。梶本舰长和麾下的生存者乘坐划艇登上诺曼比岛。采集山药等来充饥。
另外，矶风号采取规避，离开了弥生沉没现场。在16点40分日落时，虽然再次组织了搜寻，但没有发现任何沉没痕迹和生存者，矶风号于20点45分停止搜索，返回拉包尔。当天20时20分，天龙号、滨风号从拉包尔出发，前往弥生号沉没的位置，但在12日一天搜索中未有发现。9月21日19时30分，矶风号和望月号离开了拉包尔，前往搜寻弥生号。22日，发现了弥生号的救生艇，救出了10人。当天深夜，两艘驱逐舰在生存者的指引下，抵达诺曼比岛东北端，试图通过探照灯和幸存者取得联系，但弥生船员因美军搜索而进入森林躲避，所以舰队未能救出被困者。25日21时，矶风号和望月号再次出击，两艘驱逐舰于26日半夜抵达该岛，救助梶本舰长下属的83名船员。
同年10月20日，驱逐舰弥生号被除籍。12月1日，失去了睦月号和弥生号的第30驱逐队也被解散。弥生号沉没时的舰长梶本少佐后来就任夕云型驱逐舰清霜舰长。弥生号主计科的一位短期现役军官后来担任重巡洋舰“熊野”的主计长，并随该舰战死。

## 历代舰长
※若无脚注，则来自于《艦長たちの軍艦史》250-252页。军衔为就任时状态。
1. 和田省三 中佐:1925年11月10日-

### 舰长
1. 和田省三 中佐:1926年8月28日- 1927年11月1日
2. 杉本嘉多雄 少佐:1927年11月1日- 1928年3月1日
3. 原显三郎 中佐:1928年3月1日- 1928年3月15日
4. 铃木田幸造 少佐:1928年3月15日- 1929年11月1日[34]
5. (兼)山本正夫 少佐:1929年11月1日- 1929年11月15日(原职:卯月号驱逐舰舰长)[35]
6. 坂野民部 少佐/中佐:1929年11月15日- 1930年8月1日[36]
7. 西冈茂泰 中佐:1930年8月1日- 1933年11月15日
8. 杉野修一 少佐:1933年11月15日- 1934年10月22日
9. 杉野修一 少佐:不详- 1935年3月15日[37]
10. (兼)仓永久记 少佐:1935年3月15日- 1935年4月25日[38]
11. 折田常雄 少佐:1935年4月25日- 1937年11月15日[39]
12. 吉川洁 少佐:1937年11月15日- 1938年9月15日[40]
13. 入江筹直 少佐1938年9月15日- 1938年12月15日[41]
14. 上杉义男 少佐:1938年12月15日- 1939年3月18日[42]
15. (兼)作间英迩 少佐:1939年3月18日-1939年5月15日(本职:夕月号驱逐舰舰长)[43]
16. 安并正俊 少佐:1939年5月15日- 1939年10月15日[44]
17. (兼)作间英迩 少佐:1939年10月15日-1939年11月15日(本职:夕月号驱逐舰舰长)[45]
18. 众议员曻 少佐:1939年11月15日-1940年1月6日[46]
19. 杉谷永秀 少佐:1940年1月6日- 1940年10月15日[47]
20. 石井励 少佐:1940年10月15日-1941年9月10日[48]
21. 肝付正明少佐:1941年9月10日- 1942年7月5日[49]
22. 梶本顗 少佐:1942年7月5日-1942年9月20日[50]
23. 小屋爱之 大尉:1942年9月20日- 1942年9月30日[51]

## 脚注
1. ↑  #内令昭和17年5月(3)p.39
2. ↑  #戦史叢書中部太平洋方面海軍作戦(2)44頁
3. ↑  #S1704第二海上護衛隊日誌(1)pp.51-52
4. ↑  #S1704第二海上護衛隊日誌(1)p.53
5. ↑  #戦史叢書南東方面海軍作戦(1)585頁
6. ↑  #S1708外南洋部隊増援部隊詳報(1)pp.16-17
7. ↑  #戦史叢書南東方面海軍作戦(1)586頁
8. ↑  #S1708外南洋部隊増援部隊詳報(1)pp.10-11
9. ↑  #ラバウル海軍航空隊(学研M文庫)104頁
10. ↑  #戦史叢書南東方面海軍作戦(1)587頁
11. ↑  #ラバウル海軍航空隊(学研M文庫)113-114頁
12. ↑  #S1708二水戦日誌(4)pp.12-13
13. ↑  #佐藤 艦長続編(文庫)217頁
14. ↑  #S1708二水戦日誌(4)p.12
15. ↑  #S1708二水戦日誌(4)p.16
16. ↑  #戦史叢書南東方面海軍作戦(1)590頁
17. ↑  #S1708二水戦日誌(6)p.39
18. ↑  #S1709第8艦隊日誌(1)pp.59-60
19. ↑  #戦史叢書南東方面海軍作戦(1)633頁
20. ↑  #戦史叢書南東方面海軍作戦(1)631頁
21. ↑  #戦史叢書南東方面海軍作戦(1)634頁
22. 1 2  #戦史叢書南東方面海軍作戦(1)636頁
23. ↑  #S1709十八戦隊日誌(1)p.7
24. ↑  #空と海の涯で240頁
25. ↑  #佐藤 艦長続編(文庫)218頁
26. 1 2  #S1709十八戦隊日誌(1)p.9
27. ↑  #S1709十八戦隊日誌(1)pp.10-11
28. ↑  #内令昭和17年10月(4)pp.5-6
29. ↑  #内令昭和17年10月(4)pp.9-10
30. ↑  #内令昭和17年10月(4)pp.10-11
31. ↑  #内令昭和17年12月(1)p.4
32. ↑  #佐藤 艦長続編(文庫)219頁
33. ↑  #空と海の涯で497-498頁
34. ↑  『官報』第854号、昭和4年11月2日。
35. ↑  『官報』第866号、昭和4年11月16日。
36. ↑  昭和5年8月2日付 官報第1078号。国立国会図書館デジタルコレクション 永続的識別子 info:ndljp/pid/2957545 で閲覧可能。
37. ↑  『官報』第2459号、昭和10年3月16日。
38. ↑  『官報』第2492号、昭和10年4月26日。
39. ↑  . 亞洲歷史資料中心 （日语）.
40. ↑  . 亞洲歷史資料中心 （日语）.
41. ↑  . 亞洲歷史資料中心 （日语）.
42. ↑  . 亞洲歷史資料中心 （日语）.
43. ↑  . 亞洲歷史資料中心 （日语）.
44. ↑  . 亞洲歷史資料中心 （日语）.
45. ↑  . 亞洲歷史資料中心 （日语）.
46. ↑  . 亞洲歷史資料中心 （日语）.
47. ↑  . 亞洲歷史資料中心 （日语）.
48. ↑  . 亞洲歷史資料中心 （日语）.
49. ↑  . 亞洲歷史資料中心 （日语）.
50. ↑  . 亞洲歷史資料中心 （日语）.
51. ↑  . 亞洲歷史資料中心 （日语）.